# Diócesis de Creta
La diócesis de Creta, de La Canea o de Candia (en latín: Dioecesis Candiensis y en griego: Επισκοπή Κρήτης) es una circunscripción eclesiástica de la Iglesia católica en Grecia. Se trata de una diócesis latina, sufragánea de la arquidiócesis de Naxos, Andros, Tenos y Miconos. Desde el 5 de mayo de 1935 es sede vacante y su administrador apostólico es el arzobispo Sevastianos Rossolatos.

## Territorio y organización
La diócesis tiene 8393 km² y extiende su jurisdicción sobre los fieles católicos de rito latino residentes en la periferia de Creta.
La sede de la diócesis se encuentra en la ciudad de La Canea, en donde se halla la Catedral de la Asunción de la Virgen María. 
En 2023 en la diócesis existían 3 parroquias: la catedral y las iglesias de San Juan Bautista, en La Canea; y de San Antonio de Padua, en Rétino.

## Historia

### Antecedentes
El apóstol Pablo de Tarso visitó la isla de Creta hacia el año 64 durante su tercer viaje misionero estableciendo un grupo cristiano en la isla y dejando a Tito como su primer obispo. Pablo le dirigió la Epístola a Tito. Según la tradición, murió siendo obispo de Gortina, en donde se conservan las ruinas de una basílica dedicada a él. 
El metropolitanato de Gortina, capital de la provincia romana de Creta, fue reconocido como tal en el Concilio de Nicea I en 325, teniendo 9 diócesis sufragáneas en el siglo III, una de las cuales era Heraclión. Por decisión del emperador iconoclasta León III en 733 Creta como parte de Ilírico Oriental pasó como metropolitanato a la jurisdicción del patriarcado de Constantinopla, cayendo bajo ocupación árabe musulmana en 826. Los árabes suprimieron el metropolitanato de Gortina y los 11 obispados sufragáneos entonces existentes, entre ellos el de Heraclión, aunque el patriarca continuó nombrando metropolitanos titulares exiliados. 
Creta fue recuperada por los bizantinos en 961, quienes restablecieron el metropolitanato de Gortina y sus 11 diócesis sufragáneas. Poco después la sede metropolitana fue trasladada a Heraclión (llamada por los árabes Chandax o Candia), ciudad que fuera capital de la isla bajo dominio árabe, debido a que Gortina había sido completamente arruinada al ser ocupada por los árabes. Desde ese momento prevaleció el título de metropolitanato de Creta, construyéndose la catedral de San Tito (santo patrono de la isla) en Chandax.

### Arquidiócesis latina
En 1206 Creta fue ocupada por la República de Génova y en 1211 por la República de Venecia, iniciándose la presencia católica latina en Creta. En 1213 los venecianos convirtieron las diócesis ortodoxas de Creta en diócesis católicas latinas dependientes del papa, erigiéndose la arquidiócesis metropolitana de Creta o Candia, por lo que el metropolitano griego debió refugiarse en Nicea. El patriarca de Constantinopla siguió designando metropolitanos para Creta durante el período de ocupación veneciana, pero siempre permanecieron fuera de la isla y con el título de presidentes de Creta. Posteriormente se erigieron en la isla otras 10 diócesis de rito latino, entre ellas Cidonia, con sede en La Canea.
El 7 de febrero de 1302 el papa unió el patriarcado latino de Constantinopla a la arquidiócesis de Candia y el 31 de marzo de 1302 fue elegido patriarca y arzobispo de Creta Leonardo Falier. El 31 de julio de 1308 fue elegido patriarca y arzobispo de Creta Nicolás de Tebaida. El 8 de febrero de 1314 el papa Clemente V separó nuevamente el patriarcado de la arquidiócesis de Creta.
Los venecianos permitieron hacia 1320 por poco tiempo que la diócesis de Agrion fuera ocupada por un obispo ortodoxo con el nombre de diócesis de Kalliergipolis. 
Según el informe presentado en Roma por el arzobispo Tommaso Contarini en 1601, con motivo de la visita ad limina, la provincia eclesiástica de Candia comprendía 7 diócesis sufragáneas, 3 con sede en ciudades fortificadas (Canea, Rétimo y Sitía) y 4 diócesis rurales (Ierápetra, Quirón, Milopótamo y Kísamos). La iglesia catedral estaba dedicada a san Tito, con catorce canonjías.
A partir de 1645 los turcos otomanos fueron desplazando a los venecianos de Creta y expulsando a los obispos latinos, finalizando con la ocupación de Candia en 1669, tras lo cual, todas las diócesis latinas quedaron vacantes, mientras que se restauraron el metropolitanato y las 11 diócesis ortodoxas.

### Diócesis de Creta
Tras la independencia de Grecia del Imperio otomano, a partir del 19 de agosto de 1834, los obispos de Siros, como delegados apostólicos, recibieron la atención pastoral de los pocos católicos latinos de la nueva nación, cuyo territorio, desde un punto de vista eclesiástico, se obtuvo del vicariato apostólico de Constantinopla (hoy vicariato apostólico de Estambul). El mismo obispo también atendió a los católicos de Creta.
La diócesis de Creta fue restaurada por el papa Pío IX mediante el breve Arcano divinae del 28 de agosto de 1874, convirtiéndola en sufragánea de la arquidiócesis de Esmirna. Sede de la nueva diócesis, confiada al cuidado de los frailes capuchinos, fue la ciudad de La Canea.
En 1890 600 fieles católicos estaban registrados en toda la isla y había 300 a mediados del siglo XIX.
De 1939 a 1952 la sede estuvo gobernada por administradores apostólicos sin carácter episcopal. Desde 1952 está encomendada en administración ad nutum Sanctae Sedis al obispo de Siros y de Santorini.
El 27 de septiembre de 1974, mediante el decreto Quo facilius de la Congregación para las Iglesias Orientales, la diócesis fue transferida de la provincia eclesiástica de Esmirna a la de Naxos, Andros, Tenos y Miconos.

## Estadísticas
Según el Anuario Pontificio 2024 la diócesis tenía a fines de 2023 un total de 4200 fieles bautizados.
| Año                                                                             | Población | Población | Población      | Sacerdotes | Sacerdotes | Sacerdotes | Católicos por sacerdote | Diáconos permanentes | Religiosos | Religiosos | Parroquias y cuasiparroquias |
| Año                                                                             | Católicos | Total     | % de católicos | Total      | Diocesanos | Regulares  | Católicos por sacerdote | Diáconos permanentes | Masculinos | Femeninos  | Parroquias y cuasiparroquias |
| ------------------------------------------------------------------------------- | --------- | --------- | -------------- | ---------- | ---------- | ---------- | ----------------------- | -------------------- | ---------- | ---------- | ---------------------------- |
| 1950                                                                            | 220       | 400 000   | 0.1            | 2          |            | 2          | 110                     |                      | 2          | 10         | 3                            |
| 1958                                                                            | 320       | 460 000   | 0.1            | 3          |            | 3          | 106                     |                      | 3          | 8          | 2                            |
| 1969                                                                            | 450       | 439 000   | 0.1            | 2          |            | 2          | 225                     |                      | 2          | 7          | 2                            |
| 1978                                                                            | 110       | 457 000   | 0.0            | 2          |            | 2          | 55                      |                      | 2          | 6          | 3                            |
| 1990                                                                            | 245       | 435 000   | 0.1            | 3          |            | 3          | 81                      |                      | 3          |            | 3                            |
| 1999                                                                            | 500       | 535 000   | 0.1            | 2          |            | 2          | 250                     |                      | 3          | 3          | 2                            |
| 2000                                                                            | 1 200     | 505 000   | 0.2            | 3          |            | 3          | 400                     |                      | 5          | 4          | 3                            |
| 2001                                                                            | 3 000     | 505 000   | 0.6            | 3          |            | 3          | 1000                    |                      | 5          | 4          | 3                            |
| 2002                                                                            | 3 500     | 505 000   | 0.7            | 3          |            | 3          | 1166                    |                      | 4          | 4          | 3                            |
| 2003                                                                            | 3500      | 505 000   | 0.7            | 4          |            | 4          | 875                     |                      | 5          | 4          | 3                            |
| 2004                                                                            | 3500      | 505 000   | 0.7            | 3          |            | 3          | 1166                    |                      | 4          | 4          | 3                            |
| 2006                                                                            | 3500      | 505 000   | 0.7            | 2          |            | 2          | 1750                    |                      | 4          |            | 3                            |
| 2013                                                                            | 5000      | 512 000   | 1.0            | 4          | 2          | 2          | 1250                    |                      | 4          |            | 4                            |
| 2016                                                                            | 4800      | 507 800   | 0.9            | 4          | 2          | 2          | 1200                    |                      | 3          |            | 4                            |
| 2019                                                                            | 4700      | 510 000   | 0.9            | 4          | 2          | 2          | 1175                    |                      | 3          |            | 4                            |
| 2021                                                                            | 4500      | 510 000   | 0.9            | 1          | 1          |            | 4500                    |                      | 1          |            | 3                            |
| 2023                                                                            | 4200      | 509 000   | 0.8            |            |            |            |                         |                      | 1          |            | 3                            |
| Fuente: Catholic-Hierarchy, que a su vez toma los datos del Anuario Pontificio. |           |           |                |            |            |            |                         |                      |            |            |                              |

## Episcopologio
- Anónimo † (1213)
- Giovanni Querini † (?-17 de julio de 1252 nombrado arzobispo a título personal de Ferrara)
- Angelo Maltraverso, O.P. † (1252-28 de mayo de 1255 nombrado patriarca de Grado)
- Leonardo Pantaleo † (1260-1268)
- Anónimo † (mencionado el 10 de mayo de 1282)[6]
- Matteo, O.P. † (31 de enero de 1289-?)
- Angelo Beacqua † (7 de abril de 1294- falleció)
  - Sede unida a Constantinopla (1302-1314)
- Alessandro di Sant'Elpidio, O.E.S.A. † (2 de marzo de 1314-1334 renunció)
- Egidio di Gallutiis, O.P. † (11 de mayo de 1334-6 de diciembre de 1340 falleció)
- Francesco Michiel † (antes del 25 de septiembre de 1342-? nombrado obispo de Patara)
- Orso Dolfin † (30 de marzo de 1349-5 de noviembre de 1361 nombrado patriarca de Grado)
  - Orso Dolfin † (5 de noviembre de 1361-1363) (administrador apostólico)
- San Pietro Tommaso, O.Carm. † (6 de marzo de 1363-5 de julio de 1364 nombrado patriarca de Constantinopla)
- Francesco Querini † (5 de julio de 1364-22 de diciembre de 1367 nombrado patriarca de Grado)
- Antonio Negri † (15 de enero de 1369-?)
- Pietro † (abril de 1375-?)
- Matteo † (19 de marzo de 1378-?)
- Cristoforo Gallina? †
- Antonio Contarini † (6 de abril de 1386-16 de marzo de 1387 falleció)
- Leonardo Dolfin † (7 de mayo de 1387-29 de abril de 1392 nombrado arzobispo a título personal de Castello)
- Marco Giustiniani † (31 de agosto de 1392-1405 falleció)
- Francesco Pavoni † (13 de febrero de 1406-1407? falleció)
- Marco Marin † (18 de octubre de 1407-? falleció)
- Leonardo Dolfin † (14 de septiembre de 1408-1415 falleció) (por segunda vez)
- Pietro Donà † (18 de abril de 1415-1425 nombrado arzobispo a título personal de Castello)
- Fantino Valaresso † (5 de diciembre de 1425-18 de mayo de 1443 falleció)
- Fantino Dandolo † (4 de septiembre de 1444-8 de enero de 1448 nombrado arzobispo a título personal de Padua)
- Filippo Paruta † (20 de febrero de 1448-1458 falleció)
- Gerolamo Landi † (29 de marzo de 1458-1493 o 1494 renunció)
- Andrea Lando † (4 de julio de 1494-1505 falleció)
- Giovanni Lando † (2 de marzo de 1506-1534?)
  - Lorenzo Campeggi † (17 de junio de 1534-1535) (administrador apostólico)
- Pietro Lando † (28 de enero de 1536-1575 renunció)
- Lorenzo Vitturi † (6 de febrero de 1576-5 de febrero de 1597 falleció)
- Tommaso Contarini † (4 de julio de 1597-7 de febrero de 1604 falleció)
- Aloisio Grimani † (7 de enero de 1605-21 de febrero de 1620 falleció)
- Pietro Valier † (18 de mayo de 1620-2 de octubre de 1623 nombrado arzobispo a título personal de Ceneda)
- Luca Stella † (4 de diciembre de 1623-24 de noviembre de 1632 nombrado arzobispo a título personal de Vicenza)
- Leonardo Mocenigo † (20 de junio de 1633-1644 falleció)
- Giovanni Querini † (19 de noviembre de 1644-? falleció)
  - Sede vacante (1669-1874)

### Obispos de Creta
- Luigi Cannavò, O.F.M.Cap. † (22 de diciembre de 1874-17 de febrero de 1889 renunció[nota 3])
  - Angelo Maria da San Giovanni Rotondo, O.F.M.Cap. † (17 de mayo de 1889-4 de octubre de 1898 falleció) (administrador apostólico)
  - Antonino da Pettineo, O.F.M.Cap. † (1899-1908) (administrador apostólico)
  - Francesco Giuseppe Seminara, O.F.M.Cap. † (1908-22 de junio de 1910) (administrador apostólico)
- Francesco Giuseppe Seminara, O.F.M.Cap. † (22 de junio de 1910-15 de marzo de 1926 renunció[nota 4])
  - Isidoro da Smirne, O.F.M. Cap. (1926-1933?) (administrador apostólico)
- Lorenzo Giacomo Inglese, O.F.M.Cap. † (1 de febrero de 1934-5 de mayo de 1935 nombrado obispo de Anglona-Tursi)	
  - Sede vacante (desde 1935)
  - Roberto da Gangi, O.F.M.Cap. † (1939-1948) (administrador apostólico)
  - Amedeo Marcantonio Speciale da Gangi, O.F.M.Cap. † (1948-1951) (administrador apostólico)
  - Arsenio da Corfù, O.F.M. Cap. † (1951-1952) (administrador apostólico)
  - Georges Xenopulos, S.I. † (1952-27 de junio de 1974 retirado) (administrador apostólico)
  - Franghískos Papamanólis, O.F.M.Cap. † (27 de junio de 1974-13 de mayo de 2014 retirado) (administrador apostólico)
  - Petros Stefanou (13 de mayo de 2014-11 de abril de 2025 renunció) (administrador apostólico)
  - Sevastianos Rossolatos, desde el 11 de abril de 2025 (administrador apostólico)